# 2001年电子游戏界
2001年，电子游戏具有诸多续作和新系列游戏出现。全新系列游戏有《動物森友會》、《橫衝直撞》、《惡魔獵人》、《最後一戰：戰鬥進化》、《Jak and Daxter: The Precursor Legacy》、《英雄本色》、《闪点行动：雷霆救兵》、《皮克敏》、《Red Faction》、《重裝武力》、《Tom Clancy's Ghost Recon》和《海岛大亨》等。

## 事件
- 互动艺术与科学学会主办第4界年度互动艺术与科学学会；Id Software約翰·卡馬克成为互动艺术与科学学会名人堂.
- 英国电影和电视艺术学院（BAFTA）主办了第四届BAFTA Interactive Entertainment Awards（英语：BAFTA Interactive Entertainment Awards），为多媒体技术颁奖。21个奖项中15个给予电子游戏。
- 3月21日 – 任天堂发行了Game Boy Advance。
- 5月17–19日 – 第7界E3[1] 第4界年度Game Critics Awards授予E3。
- 6月23日 - 《刺猬索尼克系列》10周年庆祝。
- 9月14日 - 任天堂发行了GameCube。
- 11月15日 - 微軟发行了Xbox，正式進軍遊戲機市場。

## 商业
- 关闭公司Indrema（英语：Indrema）、Dynamix、Sanctuary Woods（英语：Sanctuary Woods）和SNK。
- 世嘉宣布其不再研发家用机，将重心放在游戏制作。Dreamcast于5月停止支持。但是诸如刺猬索尼克系列的游戏继续发行。

## 诉讼
- 世嘉北美对Kmart公司。世嘉控告Kmart，要求支付超过2百万美元的未付款债务。
- Uri Geller对任天堂。Geller控告任天堂，对其宝可梦角色与自己的产品有相似之处。诉讼被驳回。[來源請求]